# Ludwig Crüwell

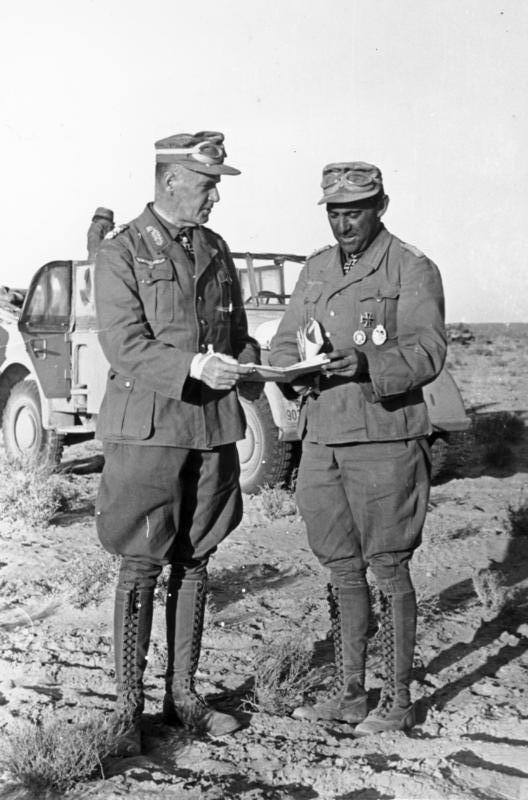
Ludwig Crüwell (links) mit Fritz Bayerlein, Nordafrika, Januar 1942

Ludwig Crüwell (* 20. März 1892 in Dortmund; † 25. September 1958 in Essen) war ein deutscher General der Panzertruppe im Zweiten Weltkrieg.

## Leben
Crüwell trat am 6. März 1911 als Fahnenjunker in das Dragoner-Regiment „König Karl I. von Rumänien“ (1. Hannoversches) Nr. 9 in Metz ein. Vom 1. Oktober 1911 bis 30. Juni 1912 war er an die Kriegsschule Hersfeld kommandiert; er wurde dort am 18. November 1911 zum Fähnrich ernannt. Er wurde nach seiner Rückkehr am 18. August 1912 zum Leutnant befördert.
Mit Ausbruch des Ersten Weltkriegs kam Crüwell mit seinem Regiment an der Westfront zum Einsatz. Er wurde am 27. Januar 1916 zum Oberleutnant befördert und fungierte ab 17. September 1916 als Regimentsadjutant. Zeitgleich war er vom 22. Mai bis 19. Oktober 1917 zur Vertretung des 1. Ordonnanzoffiziers der 233. Infanterie-Division kommandiert. Crüwell war vom 28. November 1917 bis 6. Januar 1918 auch als Kompanieführer zum Infanterie-Regiment Nr. 450 kommandiert. Anschließend wurde er dem Artillerie-Kommandeur 233 überwiesen. Am 17. März 1918 von seiner Stellung als Regimentsadjutant entbunden, wurde er in den Stab der 233. Infanterie-Division kommandiert und am 3. Mai 1918 als Adjutant zur 19. Landwehr-Infanterie-Brigade versetzt.
Nach Kriegsende wurde Crüwell in sein Stammregiment zurück versetzt und in die Reichswehr übernommen. Dort hatte er verschiedene Stabsverwendungen inne. Vom 1. Oktober 1928 bis 31. Januar 1931 war er Eskadronchef im 12. (Sächsischen) Reiter-Regiment. In der Wehrmacht wechselte er zunächst zur Panzerabwehr und 1938 zur Panzertruppe. Bei Kriegsbeginn 1939 war er Oberst (seit 1. März 1936) und Abteilungsleiter im Generalstab des Heeres.
Als Oberquartiermeister der 16. Armee wurde Crüwell am 1. Dezember 1939 Generalmajor und nahm am Frankreichfeldzug teil. Vom 1. August 1940 bis zum 15. August 1941 war er Kommandeur der 11. Panzer-Division, die er im Balkanfeldzug und beim Unternehmen Barbarossa führte. Mit Wirkung vom 1. September 1941 wurde er zum Generalleutnant befördert und zum Kommandierenden General des Deutschen Afrikakorps ernannt, konnte sein Kommando wegen Krankheit jedoch erst im Oktober antreten. Am 17. Dezember 1941 wurde er zum General der Panzertruppe befördert.
Crüwell und Fritz Bayerlein führten mehrere heftige Diskussionen mit Erwin Rommel. Die beiden protestierten gegen Rommels Gegenoffensive am 24./25. November 1941.
Diese war erfolglos; danach mussten sich die deutschen und italienischen Truppen aus der Cyrenaika zurückziehen.
Crüwell geriet nach der Rückkehr aus einem zweimonatigen Heimaturlaub am 29. Mai 1942 bei Gazala in britische Kriegsgefangenschaft, als sein Fieseler Storch auf einem Erkundungsflug abgeschossen wurde. Vom 22. August 1942 bis zum 16. Juni 1944 war er in Trent Park interniert; dort galt er als Wortführer der hitlertreuen Offiziere. Er war bis April 1947 in einem Lager in den USA und wurde dann entlassen.
Nach dem Krieg war Crüwell Vorsitzender des „Verbandes ehemaliger Angehöriger Deutsches Afrika Korps“ und organisierte regelmäßige Treffen, an denen tausende Veteranen teilnahmen.

## Auszeichnungen
- Eisernes Kreuz (1914) II. und I. Klasse[1]
- Hanseatenkreuz Hamburg[1]
- Ritterkreuz des Eisernen Kreuzes mit Eichenlaub[2]
  - Ritterkreuz am 14. Mai 1941
  - Eichenlaub am 1. September 1941 (34. Verleihung)
- Panzerkampfabzeichen in Silber
- Italienische Tapferkeitsmedaille in Silber
- Ärmelband Afrika
- Nennung im Wehrmachtbericht am 2. Juni 1942[3]